# Kemijärvi (meer)
Kemijärvi (lett. Kemi-meer, Zweeds: Kemi träsk) is een meer in de gemeente Kemijärvi in de Finse regio Lapland en met een oppervlakte van 230 km² het 19de grootste meer van Finland. Het meer ligt (gemiddeld) op 148,8 meter boven zeeniveau en heeft een omtrek van 572 km.
Het meer wordt vanuit het noorden gevoed door de Kemijoki die ook het meer verder uitstroomt, richting de Botnische Golf. In het meer liggen vele kleine eilandjes.